# فيريت الباريوم
 فيرّيت باريوم، ويرمز له اختصارا BaFe، مركب كيميائي له الصيغة BaFe2O4 ، ويكون عدد أكسدة الحديد في هذا المركب +5 .